# Dumbarton Oaks Papers
Dumbarton Oaks Papers (DOP) es una revista académica fundada en 1941, para la publicación de artículos relacionados con las civilizaciones de la Antigüedad tardía, la Edad Media y el Imperio bizantino. La publicación fue suspendida durante la Segunda Guerra Mundial, reanudó su publicación a partir de 1946, de forma irregular al principio y con una publicación anual a partir de mediados de los años 1950. Es publicada por Harvard University Press.